# シャトル・サービス
シャトル・サービス(wafer shuttle services)とは、ASIC・集積回路の製造請負サービスの一種で、一つのウェハー上に独立した異なる目的の回路を複数混載させて製造を行う。主に試作設計や、少量生産を目的に利用される。
利用者は、ウェハー上に割り当てられた領域を、あたかもシャトル便のシートを予約するかのように確保し、製造を委託する。製造請負の受付は、集積回路の設計データとともに製造会社が直接受け付ける形態と請負会社が仲介する形態がある。

## 背景
ASICはプロセスの微細化にともない開発費が膨大になり一部の大手メーカーしか手を出せなくなっていった。そこで1マスク中にブロックを設け、1ウェハー中に複数種のASICを生産することで開発費等を下げる方法が考案された。複数プロジェクトが乗り合うため1部署または1会社の負担開発費が低く抑えられる。